# Live It Up (Jennifer Lopez)
Live It Up è un singolo della cantante statunitense Jennifer Lopez, in collaborazione con il rapper Pitbull, pubblicato l'8 maggio 2013.

## Descrizione
Dopo On the Floor e Dance Again, questo è il terzo singolo in cui Jennifer Lopez collabora con Pitbull. Il ritornello della canzone è assimilabile all'electro house, il resto della canzone presenta forti influenze eurodance. Il video ufficiale è stato pubblicato il 17 maggio 2013, il giorno dopo la première live al talent show statunitense American Idol.

## Promozione
Jennifer Lopez ha presentato per la prima volta il brano alla finale del talent American Idol, tenutasi il 16 maggio, insieme a Pitbull. Sempre insieme a quest'ultimo si è esibita ai Billboard Music Awards, il 19 maggio, conquistando tutto il pubblico e regalando un'esibizione live memorabile.
Ha poi continuato la promozione al Britain's Got Talent e in occasione del concerto benefico Chrime of Change, concerto sui diritti della donne tenutosi a Londra.

## Critica
Il brano ha ricevuto recensioni positive dalla critica musicale. Sam Lansky da Idolator ha definito Live It Up un "sicuro tormentone dell'estate" che sarà "entusiasmante come comporta la musica dance-pop".

## Classifiche
| Classifica (2013)                             | Posizione massima |
| --------------------------------------------- | ----------------- |
| Australia                                     | 20                |
| Austria                                       | 23                |
| Belgio (Fiandre)                              | 52                |
| Belgio (Vallonia)                             | 32                |
| Canada                                        | 16                |
| Francia                                       | 67                |
| Germania                                      | 36                |
| Grecia                                        | 7                 |
| Italia                                        | 36                |
| Giappone                                      | 59                |
| Nuova Zelanda                                 | 27                |
| Repubblica Ceca                               | 28                |
| Spagna                                        | 10                |
| Stati Uniti                                   | 60                |
| Stati Uniti (Pop)                             | 26                |
| US Billboard Hot Dance Club Songs (Billboard) | 1                 |
| Svezia                                        | 49                |
| Svizzera                                      | 33                |